# غول‌شترمرغ جزیره جنوبی
غول‌شترمرغ جزیره جنوبی (نام علمی: Dinornis robustus) عضوی از خانواده موآ است. این یک پرنده بی‌تیغه و عضوی از راسته Dinornithiformes بود که پرندگانی بدون پرواز هستند و جناغی بدون تیغه دارند. آنها همچنین دارای استخوان کامی متمایز هستند. منشأ این پرندگان در حال روشن‌شدن است زیرا اکنون اعتقاد بر این است که اجداد اولیه این پرندگان قادر به پرواز بوده و به مناطق جنوبی که در آن یافت شده‌اند، پرواز کردند.

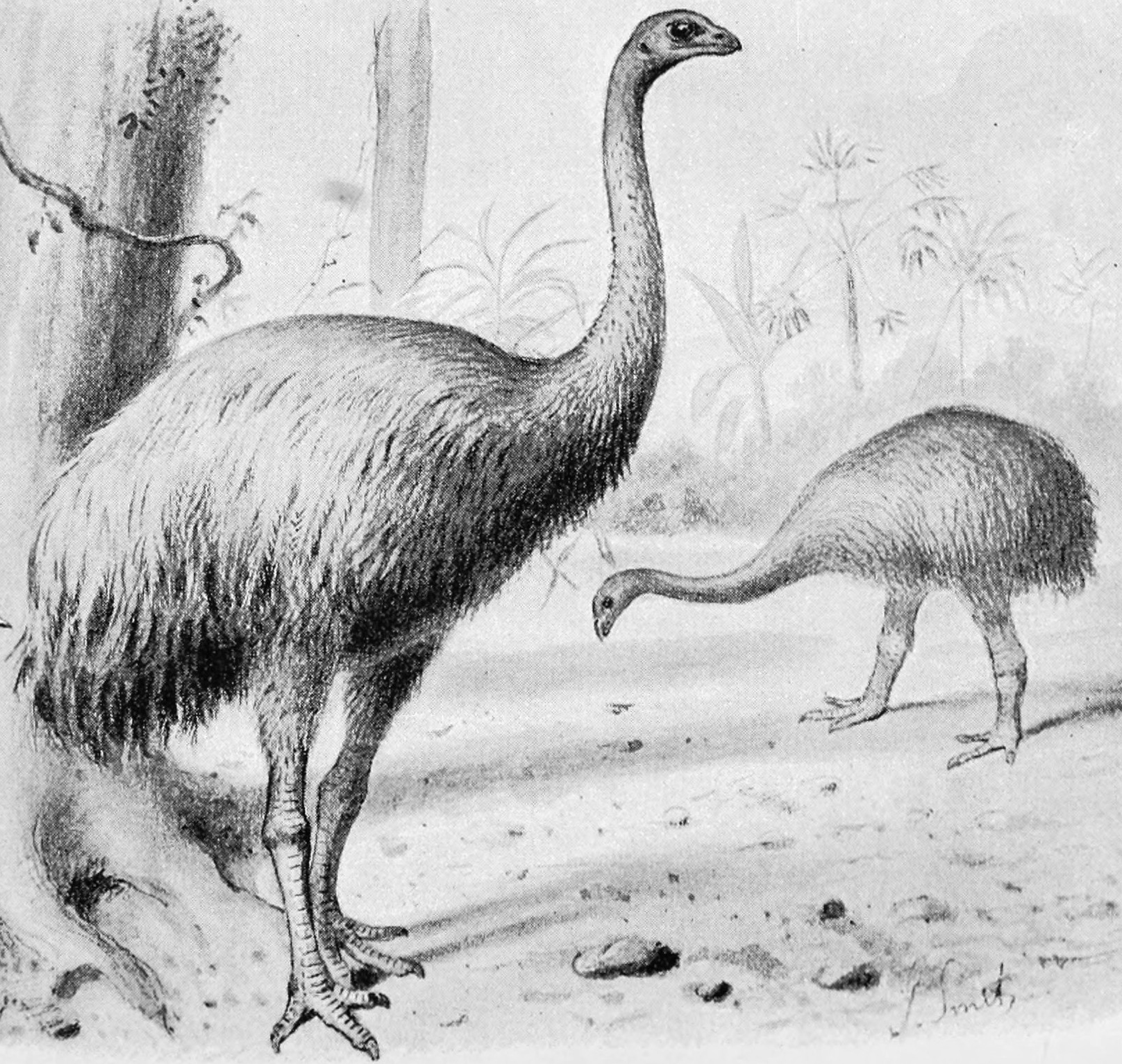
بازسازی

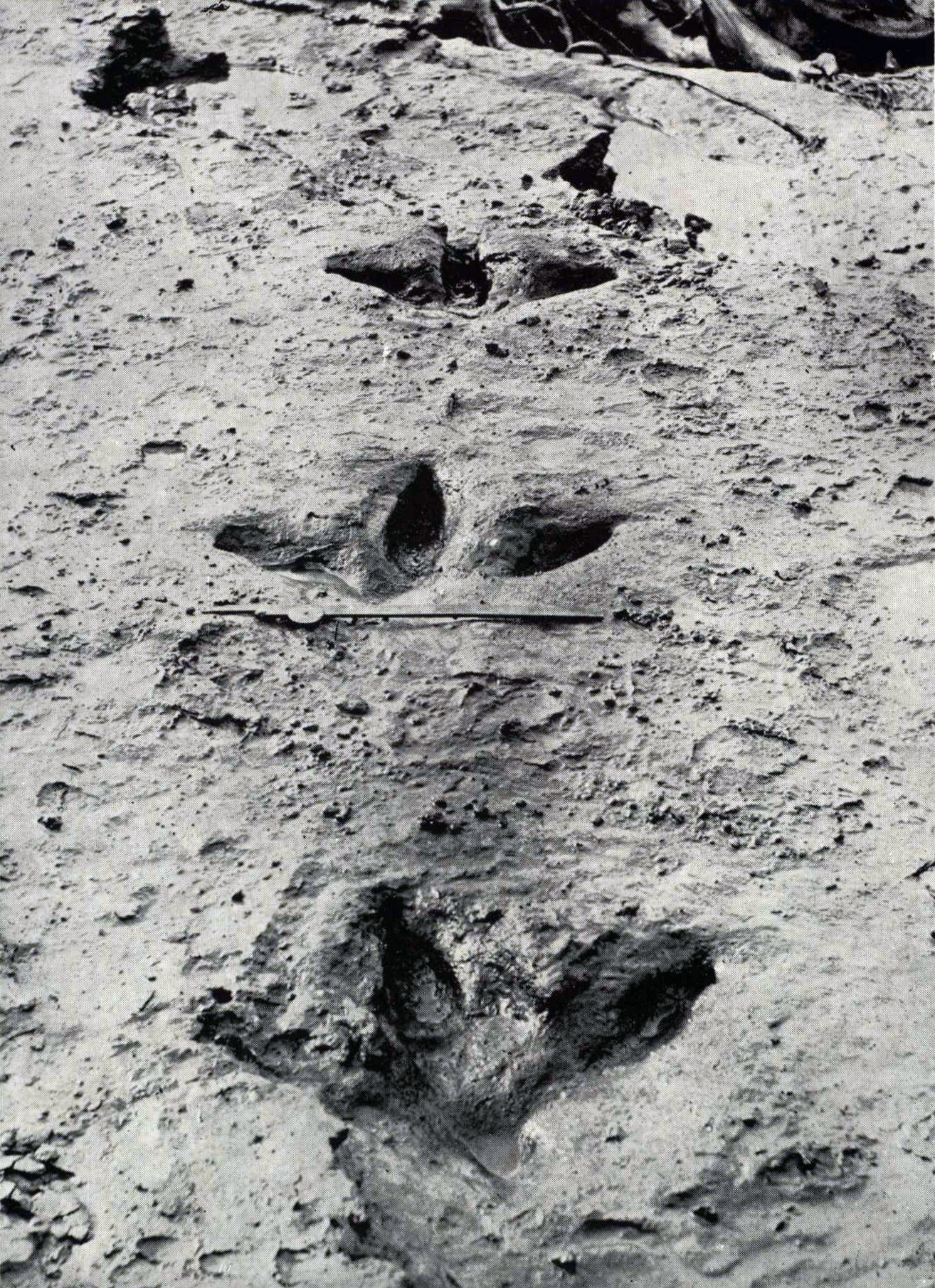
رد پا